# Följesjön
Följesjön är en sjö i Vänersborgs kommun i Västergötland och ingår i Bäveåns huvudavrinningsområde.